# Дубенки (міське поселення Інзенське)
Дубенки (рос. Дубенки) — присілок в Інзенському районі Ульяновської області Російської Федерації.
Населення становить 49 осіб. Входить до складу муніципального утворення Інзенське міське поселення.

## Історія
Від 2004 року входить до складу муніципального утворення Інзенське міське поселення.

## Населення
| 2010 |
| ---- |
| 49   |